# William Dunbar
William Dunbar (ca. 1460 – ca. 1520) was een Schots dichter. Er zijn weinig bijzonderheden over zijn leven bekend. Wel is bekend dat hij een functie, mogelijk als hofdichter, had aan het hof van Jacobus IV van Schotland. Iets over zijn periode valt ook op te maken uit de vermelding van historische gebeurtenissen in enkele van zijn gedichten. Uit een vermelding in zijn gedicht The Flyting of Dunbar and Kennedie valt op te maken dat hij mogelijk afkomstig was uit East Lothian. Hij ontving een opleiding aan de Universiteit van St Andrews, waar hij volgens de annalen in 1479 een MA behaalde. Na 1491 bracht hij enkele jaren door in Frankrijk (de Franse invloed is te merken in zijn werk), maar rond 1501 was hij terug in Engeland en diende als geestelijke aan het hof.
Dunbar maakte deel uit van de missie naar het hof van Hendrik VII, in verband met de onderhandelingen over een huwelijk tussen diens dochter Margaret Tudor en de Schotse koning.
Zijn eerste omvangrijke gedicht dateert uit 1503 en is getiteld The Thrissill and the Rois. Het is een allegorisch werk over het huwelijk van de koning met Margaret Tudor. De distel uit de titel verwijst naar het nationale symbool van Schotland. De roos verwijst naar het symbool van het Huis Tudor. Hij maakte gebruik van het concept van het droomvisioen, zoals dat ook werd toegepast door onder meer Geoffrey Chaucer. Chaucers invloed was groot, maar hedendaagse critici beschouwen Dunbar als een onafhankelijk meester en in die zin wel als de Schotse evenknie van Chaucer.
Van de 101 aan hem toegeschreven gedichten zijn er vele allegorisch en vele humoristisch en satirisch van toon; vaak zijn het gelegenheidsgedichten. Het is vrijwel onmogelijk gebleken zijn werken exact te dateren. Uit ca. 1508 stammen The Goldyn Targe en het uit drie delen bestaande Tretis of the Twa Maritt Wemen and the Wedo. The Dance of the Sevin Deidlie Synnis uit 1503 - 1508 beschrijft een visioen van een danse macabre. Scherpe satires zijn onder meer The Freirs of Berwick; Tidings from the Sessions over de gang van zaken in de Schotse rechtbanken, en Satire on Edinburgh, waarin de stad naar voren komt als een van de smerigste in Europa. De Ballad of Kynd Kittok gaat over een dorstige kasteleinsvrouw en The Flyting of Dunbar and Kennedie is een aanval op zijn rivaal Walter Kennedy.

## Fukkit
Speciale vermelding verdient het feit dat een versie van het woord fuck voor het eerst in druk verscheen in Dunbars werk Brash of Wowing, vermoedelijk uit 1503, in de zinsnede "Yit be his feirris he wald haif fukkit:/ Ye brek my hairt, my bony ane"